# Mauro Calibani
Mauro Calibani (Ascoli Piceno, 10 de mayo de 1974) es un deportista italiano que compitió en escalada, especialista en la prueba de bloques.
Ganó una medalla de oro en el Campeonato Mundial de Escalada de 2001 y una medalla de plata en el Campeonato Europeo de Escalada de 2002.

## Palmarés internacional
| Campeonato Mundial | Campeonato Mundial | Campeonato Mundial | Campeonato Mundial |
| Año                | Lugar              | Medalla            | Prueba             |
| ------------------ | ------------------ | ------------------ | ------------------ |
| 2001               | Winterthur (Suiza) | Medalla de oro     | Bloques            |
| Campeonato Europeo |                    |                    |                    |
| Año                | Lugar              | Medalla            | Prueba             |
| 2002               | Chamonix (Francia) | Medalla de plata   | Bloques            |